# Lo strangolatore
Lo strangolatore (Crimes at the Dark House) è un film del 1940 diretto da George King.

## Produzione
Il film fu prodotto dalla Pennant Pictures (George King Productions).

## Distribuzione
Il film fu distribuito nel Regno Unito dalla British Lion Film Corporation e uscì in sala nel marzo 1940. Negli Stati Uniti, dove la distribuzione fu curata dall'Exploitation Pictures, fu programmato nelle sale nel marzo 1940. In Italia, in film arrivò dopo la fine della guerra, nel 1947.